# Indicator archipelagicus
El indicador malayo (Indicator archipelagicus) es una especie de ave en la familia Indicatoridae.

## Descripción
Es un ave de porte mediano, que mide unos 18 cm de longitud, de color marrón-oliva con rayas verdosas, iris rojizo, un grueso pico gris y partes inferiores blancuzcas. El macho posee una mancha amarilla en el hombro, característica que no se presenta en la hembra. Los juveniles se parecen a la hembra con zonas inferiores con rayas.
Su llamada se asemeja al amullido de un gato, seguido de un sonido de repiqueteo. Su dieta consiste principalmente de insectos, especialmente abejas silvestres y avispas.

## Distribución y hábitat
Se lo encuentra en los bosques bajos de hojas anchas del oeste de Tailandia, Malasia, Borneo y la isla de Sumatra. Anida en huecos de árboles.
A causa de la pérdida de hábitat, su población se encuentra dispersa y por ello se la considera una especie casi amenazada.